# Święta Tekla
Święta Tekla (gr. Θέκλα, cs. Первомученица Фёкла; ur. w I wieku w Ikonium w Azji Mniejszej) – chrześcijanka, dziewica, męczennica, święta Kościoła katolickiego i prawosławnego (pierwsza męczennica, równa apostołom).

## Życiorys

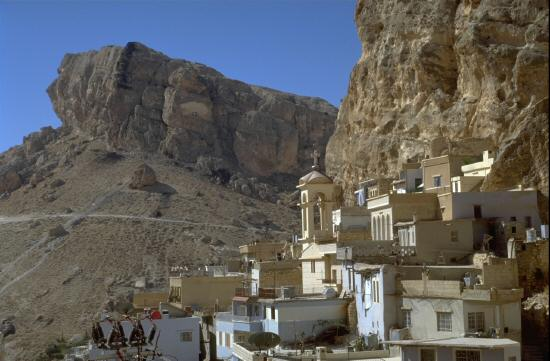
Klasztor św. Tekli w Maaluli.

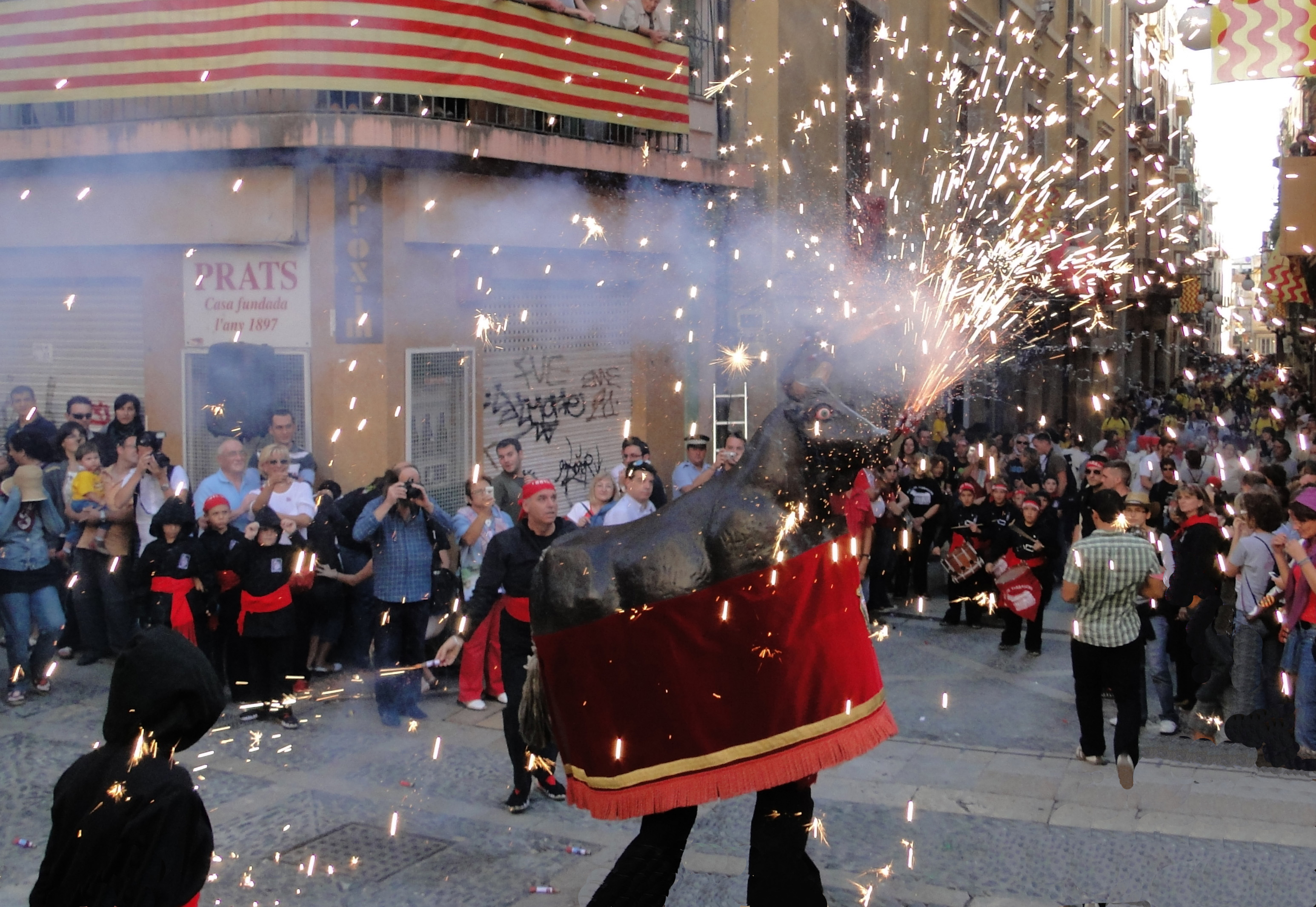
Santa Tecla Festival w Tarragonie (2009).

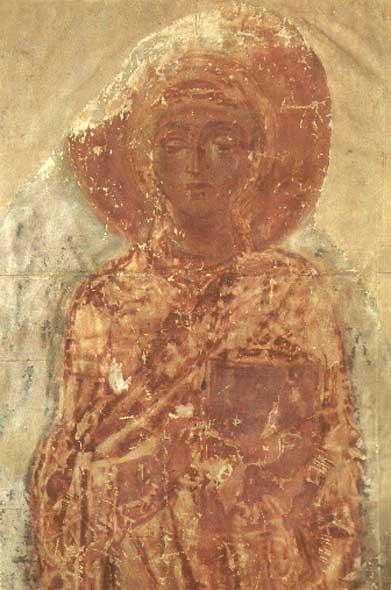
Fresk z XI w. w Soborze Spasskim w Czernihowie.

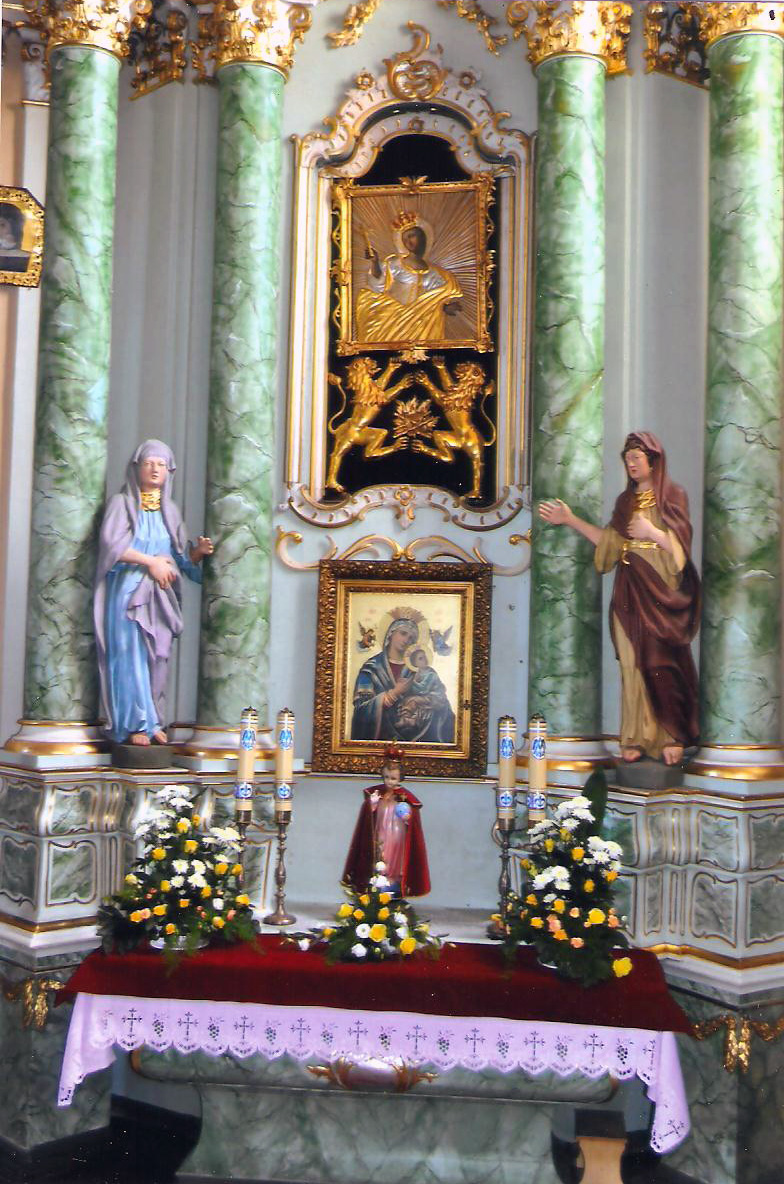
Ołtarz św. Tekli w kościele pw. Nawiedzenia NMP w Kole (przyklasztornym oo. bernardynów)

Tekla nie jest wymieniana w Nowym Testamencie. Najwcześniejszy o niej zapis pochodzi z apokryfu Dzieje Pawła i Tekli, pochodzącego z końca II wieku. Według apokryfu była uczennicą apostoła Pawła. Od niego otrzymała chrzest, podczas jego pierwszej podróży po Azji Mniejszej (45–49). Po nawróceniu zerwała zaręczyny z poganinem, za co skazano ją na stos, jednak płomienie zgasił deszcz. Wraz z Pawłem udała się do Antiochii, a gdy tam odrzuciła rękę starającego się o nią Syryjczyka, została skazana, jak wielu pierwszych chrześcijan (np. w Rzymie za panowania Nerona), na pożarcie, jednak ponownie ocalała, gdy wygłodniała lwica cudem jej nie tknęła. Po dwukrotnym ocaleniu udała się do Seleucji, gdzie spędziła resztę życia jako pustelnica. Miała dożyć sędziwego wieku, zmarła mając około 80 lat. Św. Ambroży nauczał dziewice konsekrowane, że św. Tekla, pokazuje im jak mają składać z siebie ofiarę.
W Antiochii pewien szlachcic o imieniu Aleksander pożądał Tekli i próbował ją zgwałcić. Dziewczyna walczyła z nim, zrywając przy tym jego płaszcz i strącając z głowy diadem. Z tego powodu została postawiona przed sądem za napaść. Lokalny sąd skazał ją na pożarcie przez dzikie bestie, ale dziewczyna znów została cudownie uratowana. Na arenie bowiem, żeńskie bestie, w szczególności lwice, ochroniły ją przed męskimi agresorami. W czasie tej kaźni, Tekla sama siebie ochrzciła, rzuciwszy się do pobliskiej fosy pełnej groźnych bestii.

## Legenda
Legenda podaje, że prześladowana za wiarę chrześcijańską przez własnych rodziców i ścigana przez wojsko rzymskie św. Tekla, podczas ucieczki dobiegła do Maluli. Tutaj pionowa ściana skalna zagrodziła jej drogę. Jej żarliwe modlitwy spowodowały, że strome skały rozstąpiły się, umożliwiając dalszą ucieczkę. W ten sposób powstał wąwóz św. Tekli, który dziś należy do największych atrakcji dla odwiedzających Maalulę turystów i pielgrzymów. Jego ściany wznoszą się kilkanaście metrów nad wąskim dnem, a w pobliżu jego wylotu, w miejscu, gdzie modliła się św. Tekla, wybudowano kościół i klasztor pod jej wezwaniem.
Według lokalnej tradycji, w skalnej grocie położonej powyżej klasztoru znajdował się niegdyś grób św. Tekli. Obecnie jest tam malutkie mauzoleum poświęcone męczennicy. I choć powszechnie uważa się, że św. Tekla została pochowana w Seleucji Izauryjskiej, jednak syryjscy chrześcijanie do dziś otaczają grotę w Maaluli wielką czcią.

## Kult
Ślady kultu ku czci Tekli pochodzą z IV wieku. Kult rozwinął się zarówno na Wschodzie, jak i Zachodzie Europy.
Wspomnienie liturgiczne św. Tekli w Kościele katolickim obchodzone jest 23 września.
Cerkiew prawosławna wspomina męcz. Teklę, pierwszą męczennicę, równą apostołom
24 września/7 października, tj. 7 października według kalendarza gregoriańskiego.
Grota w Maaluli każdego dnia jest miejscem modlitwy wielu pielgrzymów, natomiast co roku 23 września w miasteczku uroczyście obchodzony jest Dzień św. Tekli, a w Tarragonie i Katalonii odbywa się Santa Tecla Festival.
Patronat
Jest patronką Tarragony w Hiszpanii i Santa Tecla w Salvadorze. Patronuje umierającym, cierpiącym na choroby oczu i bractwom św. Tekli; orędowniczka przed wężami i dzikimi zwierzętami, w czasie pożarów i zarazy.
Ikonografia
W ikonografii Tekla przedstawiana jest jako kobieta o długich, prostych, spadających na ramiona włosach, które zazwyczaj przykrywa chusta. W większości ujęć ma bose nogi. W jej szatach dominuje jasna czerwień, a w oczy rzucają się bardzo szerokie rękawy. W dłoni trzyma (niekiedy dużych rozmiarów) krzyż lub księgę.
W Rzymie znajdują się dwa freski z III wieku, który jeden z nich znajduje się w Muzeach Watykańskich i przedstawia męczeństwo św. Tekli.
Atrybutami są: narzędzia męki – stos i lew, krzyż w ręce oraz wół.

### Sanktuaria i relikwie
Seleucja, Antiochia, Dalisantos (Izauria), Selinunta, Konstantynopol, Aeca (Apilia), Mediolan, Maalula – relikwie św. Tekli leżą w maleńkiej kaplicy w kościele, którym opiekują się siostry prawosławne.

## Kult w Polsce
Kult Tekli wyróżniał się wśród kultu innych świętych. Szczególne nabożeństwo do Świętej wzrosło w XVIII wieku. Czczona była szczególnie w diecezjach: warmińskiej, chełmińskiej i łomżyńskiej, we wrocławskiej była wymieniana w litanii do Wszystkich Świętych, czczona jest w prawosławnej diecezji białostocko-gdańskiej, w małej parafii dekanatu Kleszczelowskiego Kuzawa 7 października.
Relikwie
Relikwie św.Tekli znajdują się w przyklasztornym kościele NMP w Kole oraz w kościele Zwiastowania NMP w Piotrkowicach.
Patronat
Jest patronką Ziemi Kolskiej.
Kościoły i wizerunki
Święta posiadała własne kościoły, ołtarze, a nawet sanktuaria (np. w Dobrzycy). W 1914 roku było 9 kościołów pod jej wezwaniem. Obecnie pod wezwaniem św. Tekli jest 16 kościołów i kaplic, obchodzonych jest 10 odpustów dodatkowych. Św. Tekla jest przedstawiona na ok. 170 wizerunkach.
W Kielcach znajduje się pomnik św. Tekli, a w zabytkowym kościele w Strzelcach Wielkich – malowidło ścienne.
Od imienia Tekla pochodzą nazwy 21 miejscowości, m.in. Teklowo, Teklów.

### Przysłowie
Z imieniem Tekla wiąże się przysłowie:

W dzień Tekli będziemy ziemniaki piekli.

## Zobacz też

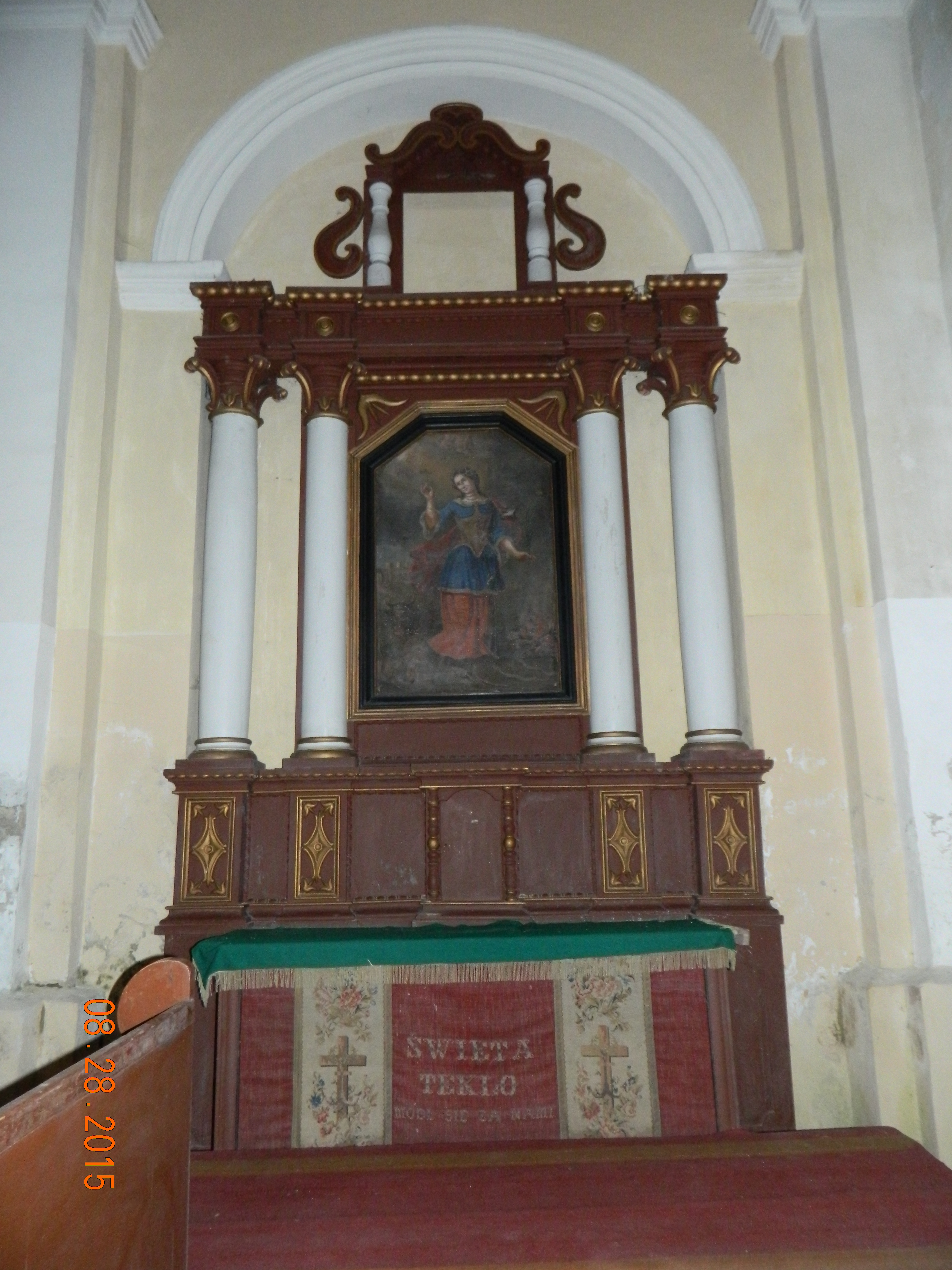
Ołtarz św. Tekli z obrazem z XVII wieku w kościele św. Ducha w Książu Wielkim